# Magic Kaito
Magic Kaito (яп. まじっく快斗 Мадзикку Кайто, рус. «Волшебный Кайто») — манга, автором которой является Госё Аояма. Впервые начала публиковаться издательством Shogakukan в еженедельном журнале Weekly Shonen Sunday в 1987 году. Аояма прекратил работу над мангой по причине того, что его новая работа Detective Conan стала хитом. На данный момент выпущено 4 тома манги.
На основе сюжета манги студией TMS Entertainment был выпущен сериал из 12 серий, который транслировался по телеканалу NNS с 24 апреля по 29 декабря 2012 года. 
С 4 октября 2014 года по 28 марта 2015 года, выходила новая адаптация манги от студии A-1 Pictures, Magic Kaito 1412 состоящая из 24 серий.

## Сюжет
Кайто Куроба — обыкновенный подросток, ученик старшей школы, чей отец умер при загадочных обстоятельствах 8 лет назад. Кайто узнаёт, что его отец был известен как международный преступник — вор Кайто Кид (1412), и что его отца Тоити убила таинственная организация после того, как тот отказался отдать им камень Пандоры. Камень Пандоры — волшебный камень, который прольет «слёзы» во время прохождения кометы, в результате обладатель получит бессмертие. Кайто клянётся, что заполучит камень, чтобы организация не получила дар бессмертия, и под именем своего отца начинает поиски камня. Единственная подсказка, как заполучить камень — это то, что ночью при полной Луне он начинает светиться алым цветом. Таким образом, Кайто похищает все известные драгоценные камни даже из самых защищённых мест и удостоверившись, что это не камень Пандоры, возвращает обратно. Так возникает новая легенда об удивительном и неуловимом воре — фокуснике Кайто Киде.

## Список персонажей
Кайто Куроба (яп. 黒羽 快斗 Куроба Кайто) — главный герой истории. Умный, хитрый и немного высокомерный мальчик. Он подкидывает полицейским загадки, где и что он собирается красть, но, как правило, возвращает украденное обратно.
Сэйю: Каппэй Ямагути
Аоко Накамори (яп. 中森 青子 Накамори Аоко) — подруга детства Кайто, питающая симпатию к нему. Она очень импульсивная, упрямая и беззаботная. Как дочь инспектора Накамори, она презирает Кайто Кида.
Сэйю: Аюми Фудзимура
Сагуру Хакуба (яп. 白馬探 Хакуба Сагуру) — знаменитый детектив старшей школы и соперник Кайто. Будучи сыном высокопоставленного чиновника полиции, он имел много шансов поймать Кайто Кида. Он подозревает, что им является Кайто Куроба, но ему не хватает доказательств.
Сэйю: Акира Исида
Акако Коидзуми (яп. 小泉 紅子  Коидзуми Акако) — она ведьма, которая владеет тёмной магией. Знает, что Кайто Куроба является Кайто Кидом, и долгое время пыталась соблазнить его и сделать своим рабом. Сначала сильно сердилась на него, но потом действительно влюбилась.
Сэйю: Миюки Савасиро
Гиндзо Накамори (яп. 中森 銀三 Накамори Гиндзо:) — инспектор, который во что бы ни стало пытается поймать Кайто Кида.
Сэйю: Унсё Исидзука
Тойти Куроба (яп. 黒羽 盗一 Куроба То:ити) — отец Кайто и был первым Кайто Кидом. Когда-то обучал маленького Кайто магии. Встретился с организацией, которая велела ему найти камень Пандоры. Но позже он отказался от задания и решил сам для себя найти камень, за что был убит.
Сэйю: Сюити Икэда
Тикагэ Куроба (яп. 黒羽 千影 Куроба Тикагэ) — мать Кайто, жена Тоити. Так же была известна, как воровка Фантом Леди.
Сэйю: Митиэ Томидзава
Коносукэ Дзии (яп. 寺井 黄之助 Дзии Ко:носукэ)
Сэйю: Кодзи Яда, Митио Хадзама (Magic Kaito 1412)
Кэйко Момой (яп. 桃井 恵子 Момой Кэйко)
Сэйю: Ай Каяно, Ацуми Танэдзаки (Magic Kaito 1412)

## Манга
| № | Дата публикации  | ISBN                   |
| --- | ---------------- | ---------------------- |
| 01 | 15 апреля 1988   | ISBN 978-4-09-122081-3 |
| - Глава 1 - Return of the Mysterious Thief (яп. 蘇る怪盗 Ёмигаэру кайто:) - Глава 2 - The Police are Everywhere (яп. 警官がいっぱい Кэйкан га иппай) - Глава 3 - The Ticking Heart (яп. 時計仕掛けのハート Токэй дзикакэ но ха:то) - Глава 4 - Kaito Kid's Busy Weekend (яп. 怪盗キッドの忙しい休日 Кайто: Киддо но исогасии кю:дзицу) - Глава 5 - The Underwater Pirate Ship (яп. 海賊船浮上せず Кайдзокусэн фудзё:сэдзу) - Глава 6 - The Scarlet Temptress (яп. 緋色の誘惑 Хииро но ю:ваку) |                  |                        |
| 02 | 15 октября 1988  | ISBN 978-4-09-122082-0 |
| - Глава 7 - Stay Away From Me (яп. 彼から手をひいて Карэ кара тэ о хиитэ) - Глава 8 - Japan's Most Irresponsible Leader (яп. 日本一の無責任総理 Ниппонъити но мусэкинин со:ри) - Глава 9 - I Am The Master (яп. わたしが主人だ Ватаси га масута: да) - Глава 10 - Adults Don't Understand (яп. 大人とわかってくれない Отона то вакаттэкурэнай) - Глава 11 - On The Ball (яп. ボールにかける少年 Бо:ру ни какэру сё:нэн) - Глава 12 - Ghost Gym (яп. ゴースト・ゲーム Го:суто Гэ:му) - Неопубликованная глава - The Hustler VS. The Magician (яп. ハスラーvs.マジシャン Хасура: vs. мадзисян) |                  |                        |
| 03 | 15 сентября 1994 | ISBN 978-4-09-122083-7 |
| - Глава 13 - Star Wars (яп. スターウォーズ Сута: Во:дзу) - Глава 14 - Great Detective Has Arrived!! (яп. 名探偵登場!! Мэйтантэй тё:дзё:!!) - Глава 15 - Nearby Enemy (яп. 眼下の怪盗 Ганка но кайто:) - Глава 16 - A Gift From Akako (яп. 紅子の宅急便 Акако но такухайбин) - Дополнительные издание - Yaiba VS. Kaito Kid! (яп. 〈番外編〉刃vs.快斗！ (Бангайхэн) Яайба vs. Кайто!) - Глава 17 - Blue Birthday (яп. ブルーバースデー Буру: Ба:судэ:) - Глава 18 - Green Dream (яп. グリーンドリーム Гури:н Дори:му) |                  |                        |
| 04 | 16 февраля 2007  | ISBN 978-4-09-121005-0 |
| - Глава 19 - Crystal Mother (яп. クリスタル・マザー Курисутару мадза:) - Глава 20 - Red Tear (яп. レッド・ティアー Рэддо тиа:) - Глава 21: - Black Star (Part 1) (яп. ブラック・スター（前編） Буракку Сутта: (дзэнпэн)) - Black Star (Part 2) (яп. ブラック・スター（後編） Буракку Сутта: (ко:хэн)) - Глава 22: - Golden Eye (Part 1) (яп. ゴールデン・アイ（前編） Горудэн Ай (дзэнпэн)) - Golden Eye (Part 2) (яп. ゴールデン・アイ（後編） Горудэн Ай (ко:хэн)) - Глава 23: - Dark Knight (Part 1) (яп. ダーク・ナイト（前編） Да:ку Найто (дзэнпэн)) - Dark Knight (Part 2) (яп. ダーク・ナイト（後編） Да:ку Найто (ко:хэн)) |                  |                        |
| 05 | 18 июля 2017     | ISBN 978-4-09-127764-0 |
| - Глава 24: - Phantom Lady (Part 1) (яп. (ファントム・レディー(前編) Фантому Реди (дзэнпэн)) - Phantom Lady (Part 2) (яп. (ファントム・レディー(後編) Фантому Реди (ко:хэн)) - Глава 25: - Midnight Crow (Part 1) (яп. 真夜中の烏(ミッドナイト・クロウ)(前編) Моёнака но Курасу (Миддонайто Куро) (дзэнпэн)) - Midnight Crow (Part 2) (яп. 真夜中の烏(ミッドナイト・クロウ)(中編) Моёнака но Курасу (Миддонайто Куро) (чу:хэн)) - Midnight Crow (Part 3) (яп. 真夜中の烏(ミッドナイト・クロウ)(後編) Моёнака но Курасу (Миддонайто Куро) (ко:хэн)) - Глава 26: - Sun Halo (Part 1) (яп. (日輪の後光(サン・ヘイロー)(前編) Ничирин но Гоко (Сан Хейро) (дзэнпэн)) - Sun Halo (Part 2) (яп. (日輪の後光(サン・ヘイロー)(中編) Ничирин но Гоко (Сан Хейро) (чу:хэн)) - Sun Halo (Part 3) (яп. (日輪の後光(サン・ヘイロー)(後編) Ничирин но Гоко (Сан Хейро) (ко:хэн)) - Переизданная глава - Casually Lupine (яп. (さりげなくルパン) Саригенаку рупан) |                  |                        |

## Аниме

### Magic Kaito
На основе сюжета манги студией TMS Entertainment был выпущен сериал, который транслировался по телеканалу NNS с 24 апреля Режиссёр аниме Тосики Хирано. На данный момент выпущено 12 серий аниме.
| 1 | Detective Conan Special: Secret of the Birth of Phantom Thief Kid «Meitantei Conan Supesharu 「Kaitō Kiddo Tanjou no Himitsu」» (名探偵コナンスペシャル 「怪盗キッド誕生の秘密」)                                                           | 1 (Том 1)            | 24 апреля 2010   |
| После восьми лет отсутствия, Кайто Кид внезапно появляется снова, ограбив ювелирный магазин. Весть о краже распространяется по школе Кайто Куроба, фокусника-шутника. Когда его подруга Аоко Накамори сообщает ему, что Призрачный вор также использует магию, Кайто решает поймать его, утверждая, что его трюки лучше. Дома Кайто находит секретную комнату, полную оборудования Кайто Кида. Инспектор Гиндзо Накамори, отец Аоко, узнает, что Призрачный вор нацелен на самоцвет, известный как "Moon's Pupil", и готовит там засаду. Кайто делает вывод, что погибший восемь лет назад, его отец, Тойти Куроба, настоящий Призрачный вор. Он решает надеть костюм Кайто Кида, чтобы противостоять нынешнему Киду. Киду удается успешно украсть камень, но ему противостоит Кайто. Кид оказывается - Дзии Коносукэ, ассистент Тойти, который говорит, что хотел выйти на убийц Тойти. Кайто решает взять на себя роль Кида, и они сбегают от полиции. На следующий день, когда Кайто любуется "Moon's Pupil", приходит Аоко и пугает его рыбой, из-за чего он подбрасывает камень в воздух и падает в пасть рыбы. В результате, инспектор Накамори, находит драгоценность, когда в готовит рыбу на ужин. | |                      |                  |
| 2 | Detective Conan Special: Phantom Thief Kid's Summer Festival: Phantom Thief Kid's Busy Date «Meitantei Conan Natsu no Kaitō Kiddo Matsuri "Kaitō Kiddo no Isogashii Dēto"» (名探偵コナン 夏の怪盗キッド祭り 「怪盗キッドの忙しいデート」)   | 4 (Том 1)            | 6 августа 2011   |
| Во время последнего ограбления Кайто, "Angel Crown", Накамори видит его лицо и начинает подозревать, что Кайто является Кайто Кидом. Не сумев украсть корону, Кайто оставляет после себя визитную карточку, в которой объявляется время и дата его второй попытки. Накамори разделяет свои подозрения с Аоко, которая решает пригласить Кайто на свидание в "Tropical Land" в день ограбления Кида, чтобы доказать его невиновность. Кайто, понимая намерения Аоко, приходит к выводу, что он должен использовать её, чтобы создать алиби, а также совершить свое ограбление, чтобы очистить свое имя. Во время просмотра фильма Кайто ускользает и совершает ограбление, демонстрируя свою идеальную маскировку, меняя несколько лиц, объясняя что изучил окружение Гиндзо, отводит от себя подозрения Накамори. Он возвращается к Аоко, прежде чем она замечает его исчезновение, которая выражает облегчение, что Кайто не Кид. | |                      |                  |
| 3 | Detective Conan Special: Phantom Thief Kid's Summer Festival: The Magic the Princess-sama Loves «Meitantei Conan Natsu no Kaitō Kiddo Matsuri "Ōjo-sama wa Majikku ga o Suki"» (名探偵コナン 夏の怪盗キッド祭 「王女様はマジックがお好き」) | 2 (Том 1)            | 13 августа 2011  |
| Принцесса Анна, пребывает в Японию с детективом Делоном. Она объявляет, что устраивает вечеринку для фокусников, и публично бросает Киду вызов, украсть её украшенное драгоценными камнями ожерелье "Beaucoup de Soleil à Paris". Делон решает схватить Кида своими силами, и отстроняет Накамори от дела. Накамори, опечаленный этим, просит Кайто помочь ему войти в группу, чтобы он мог попытаться поймать Кида до того, как это сделает Делон. Кайто маскируется и использует неопытность Делона, чтобы успешно войти в комнату принцессы. Анна показывает, что она большая поклонница Призрачного вора и соглашается помочь с планом Кайто, позволяющим ему сбежать, и даёт Накамори сорвать ограбление Кида. | |                      |                  |
| 4 | Phantom Thief Kid Special: The Witch That Sheds no Tears «Kaitō Kiddo Supesharu "Majo wa Namida o Kobosanai"» (怪盗キッドスペシャル 「魔女は涙をこぼさない」)                                                                               | 6 (Том 1) 10 (Том 2) | 24 сентября 2011 |
| Ведьма Акако Коидзуми, используя свое волшебное зеркало, узнает, что Кайто Кид - единственный мужчина в мире, невосприимчивый к её чарам. Она переходит в школу Кайто и выясняет его личность, когда ей не удается очаровать его в День святого Валентина. Акако решает противостоять Киду во время его следующего ограбления и использует свою магию, чтобы предсказать время и место. Кайто избегает покушений Акако, но оказывается в ловушке магического круга на вершине Токийской башни. Она требует, чтобы Кайто съел её шоколад, который поработит его волю, но он освобождается, когда снег разрушает магический круг. Накамори, под влиянием магии Акако, пытается выстрелить в Кида, но попадает в бензобак, вызывая взрыв и сбивая Акако с башни. Кайто спасает её. | |                      |                  |
| 5 | Phantom Thief Kid Special: The Fated Blue Birthday «Kaitō Kiddo Supesharu "Unmei no Burū Bāsudē"» (怪盗キッドスペシャル 「運命のブルーバースデー」)                                                                                         | 17 (Том 3)           | 29 октября 2011  |
| После успешного ограбления Киду звонят на таксофона и просят прекратить воровать драгоценные камни, упоминая, что раз в прошлый раз у них не вышло его убить восемь лет назад, то они могут совершить это снова. В школе Кайто обещает Аоко, что будет присутствовать на вечеринке по случаю её дня рождения, которая совпадает с его ограблением драгоценного камня, известного как "Blue Birthday". Кайто удаётся украсть камень, но встречает организацию и узнает, что они являются причиной гибели его отца. Человек под кодовым именем Снейк, "убивает" Кайто, и организация крадет камень и уходит. Кайто следует за ними и узнает, что организация ищет дарящий бессмертие драгоценный камень, известный как "Pandora", который находится в большом драгоценном камне и может быть найден, только в лунном свете. Определив, что "Blue Birthday" не "Pandora", Кайто угрожает найти и уничтожить "Pandora", прежде чем они смогут его найти. Не успев на день рождения Аоко, Кайто устанавливает чтобы свет в высотном доме включился надписью «Happy Birthday Aoko». Организация связывается со своим боссом, который решает нанять мага, известного как Паук, чтобы противостоять Киду.           | |                      |                  |
| 6 | Phantom Thief Kid Special: Love on the Ski Slope on Christmas Eve «Kaitō Kiddo Supesharu "Ivu wa Koisuru gerende de"» (怪盗キッドスペシャル 「聖夜は恋するゲレンデで」)                                                                     | 7 (Том 2)            | 24 декабря 2011  |
| Класс Кайто едет на горнолыжный курорт и устраивает соревнования по лыжному спорту для пар в костюмах. Аоко становится партнером непопулярного одноклассника, Фудзие, после того, как Акако сказала, что Кайто - её партнер. Акако накладывает магические чары на Кайто, пытаясь заставить его влюбиться в неё, но это не даёт эффекта на Кайто, который остается удрученным парой Аоко. Фудзие говорит Кайто, что Аоко хочет быть с ним, и они соглашаются поменяться местами. Кайто и Аоко выигрывают состязание в костюмах Кайто Кида и его невесты. | |                      |                  |
| 7 | Phantom Thief Kid's Summer Festival: Magic Kaito (The Brilliant Rival) «Natsu no Kaitō Kiddo Matsuri Majik Kukaito "Kareinaru Raibaru-tachi"» (夏の怪盗キッド祭り まじっく快斗「華麗なるライバルたち」)                                     | 14-15 (Том 3) Филлер | 4 августа 2012   |
| Кайто стремится украсть драгоценный камень в правом глазу бронзовой статуи из музея. Сагуру Хакуба преследует Паука, фокусника, нанятого для убийства Кида. Ограбление Кайто прошло успешно, и, убедившись, что это не "Pandora", возвращает его и сбегает. Ему противостоит Паук, но Кайто сбегает с помощью Хакубы. Хакуба решает остаться в Японии, пока Паук не будет схвачен, и зачислится в класс Кайто. В конце концов выясняется, что личность Паука - знаменитый фокусник Гюнтер фон Гольдберг. | |                      |                  |
| 8 | Phantom Thief Kid's Summer Festival: The Secret of the Red Tear «Natsu no Kaitō Kiddo Matsuri "Reddo Tiā no Himitsu"» (夏の怪盗キッド祭り 「レッド・ティアーの秘密」)                                                                       | 20 (Том 4)           | 11 августа 2012  |
| Кайто отменяет свое ограбление "Red Tear", вспомнив, как отец рассказал ему секрет драгоценного камня. Однако Кайто сталкивается с владелицей драгоценного камня, Джоди Хоппер, и видит, что Снейк следует за ней. Делая вывод, что организация преследует самоцвет, Кайто посещает волшебное шоу Джоди и защищает её от организации. Кайто показывает Джоди, когда драгоценный камень сияет светом от огня, он излучает фотографии детства Джоди и сообщение от её деда, в котором он просит вернуть её любовь к магии пропавшего из-за смерти её родителей. | |                      |                  |
| 9 | Kaito Kid Special: The Witch, The Detective, and The Phantom Thief «Kaitō Kiddo Supesharu "Majo to Tantei to Kaitō to"» (怪盗キッドスペシャル 「魔女と探偵と怪盗と」)                                                                       | 16 (Том 3) Филлер    | 29 сентября 2012 |
| Кайто Кид снова наносит удар, оставляя драгоценность позади, где полиция запуталась в том, что ему нужно. Хакуба нашел улику, прядь волос, оставленную Кидом, изучив волосы, выяснилось, что они принадлежат старшекласснику. Хакуба подозревает, что Кайто приглашает его. Акако вмешивается, говоря, что это ловушка. Зная, что все это ловушка, он принял вызов. Личность Кайто была почти раскрыта, пока не появился другой Кайто, Акако, летящий на метле. Затем Паук поймал Акако и использовал её, чтобы убить Кайто, но потерпел неудачу. Затем вмешивается Хакуба, раскрывая личность Паука. Паук сбежал, и Хакуба не смог раскрыть личность Кайто Кида. Кайто снова вернул украденный драгоценный камень. | |                      |                  |
| 10 | Magic Kaito: The Reminiscent Golden Eye «Majikku Kaito "Tsuioku no Gōruden Ai"» (まじっく快斗 「追憶のゴールデン・アイ」) | 22 (Том 4)           | 3 ноября 2012    |
| Чат Нуар, французский вор, который ищет последний предмет из семи аксессуаров, которые Мария-Антуанетта собрала для экзорцизма. Он бросает вызов Кайто Киду. В воскресенье в 9 часов вечера "Haido City Hotel" станет местом битвы между Кидом и Нуаром, за "Golden Eye"... | |                      |                  |
| 11 | Kaito Kid Winter Special: The Teary Crystal Mother «Fuyu no Kaitō Kiddo supesharu "Namida no Kurisutaru Mazā"» (冬の怪盗キッドスペシャル 「涙のクリスタル・マザー」)                                                                        | 19 (Том 4) Филлер    | 22 декабря 2012  |
| Кид хочет похитить "Crystal Mother", которую держит Королева. Инспектор Накамори приставлен сопровождать камень в поезде. Аоко и Кайто едут в том же поезде. Змея и Паук садятся в поезд, чтобы украсть драгоценный камень... | |                      |                  |
| 12 | Kaito Kid Winter Special: Tears of Love of the Dark Night «Fuyu no Kaitō Kiddo supesharu "Dāku Naito ni Ai no Namida wo"» (冬の怪盗キッドスペシャル 「ダーク･ナイトに愛の涙を」)                                                            | 23 (Том 4)           | 29 декабря 2012  |
| Очень известный вор, Кошмар, известный тем, что его сообщники после ограбления либо находят мёртвыми, либо арестовывают, заставляет Кида помочь ему украсть драгоценности, которые он желает. Кид понял, что инспектор интерпола Конелли, посланный поймать Кайто Кида, был Кошмаром. Он стал вором, чтобы собрать деньги на лечение болезни сына. Во время погони за Кидом, инспектор Конелли сравается и падает с высоты. Кид маскирует преступление, как будто инспектор Конелли был ранен Кошмаром перед тем, как сбежать с места преступления. | |                      |                  |

### Magic Kaito 1412
24-серийный аниме-сериал под названием Magic Kaito 1412 (ま じ っ く 快 斗 1412) был создан A-1 Pictures и транслировался на NNS с 4 октября 2014 гора по 28 марта 2015 года. В эпизодах 1-12 первая вступительная тема - "Kimi no Matsu Sekai" в исполнении Lagoon, а финальная тема - "White of Crime" в исполнении Revalcy. В эпизодах 13-24 вступительная тема - «Ai no Scenario» в исполнении CHiCO с HoneyWorks, а финальная тема - «Koi no Jumyō» в исполнении Galileo Galilei. 
| 1 | Kid the Phantom Thief Returns «Yomigaeru Kaitō Kiddo» (蘇る怪盗KID)                                                                                         | 1 (Том 1)                               | 4 октября 2014  |
| Когда Кайто Кид, Призрачный вор возвращается, после восьми лет отсутствия. В школе Кайто Куроба, во время перепалки со своей подругой детства, Аоко Накамори, обещает схватить его силой магии. Однако он меняет своё решение, после того как обнаруживает тайную комнату, и узнаёт, что его погибший отец, Тойти Куроба, был настоящим Призрачным вором. Он решает надеть костюм Кайто Кида, чтобы противостоять самозванцу. Тем временем, Аоко, пришедшая к Кайто, не застаёт его. Она звонит матери Кайто, Тикагэ Куробе, и просит совета, как ей справится с Кайто. Инспектор Гиндзо Накамори, отец Аоко, ждавший появления Кида: "Восемь лет, семь месяцев и 24 дня"; узнает, что Призрачный вор нацелен на самоцвет, известный как "Moon's Pupil", и готовит там засаду. Самозванец Кид успешно крадёт камень, но на крыше его застаёт Кайто. После сражения Кайто узнаёт, что самозванец - Дзии Коносукэ, ассистент Тойти. Который сначала принимает Кайто за Тойти, и говорит, что хотел выйти на его убийц. Кайто говорит ему спрятаться, уводит полицию на себя , и сбегает. На следующий день, Дзии и мать (по видео связи), рассказывают ему правду. Кайто решает взять на себя роль Кида. Аоко приглашает Кайто на ужин, где пугает его рыбой, из-за чего он подбрасывает камень в воздух, который падает в пасть рыбы. В результате, инспектор Накамори, находит драгоценность, когда в разрезает рыбу. | |                                         |                 |
| 2 | Blue Birthday «Burū Bāsudei» (ブルーバースデイ) | 17 (Том 3)                              | 11 октября 2014 |
| Когда Кайто скрылся от полиции после очередной кражи, он получает таинственный звонок на стоящий рядом таксофон, звонящий говорит ему не красть драгоценности, если он не хочет умереть. Кайто игнорирует предупреждение и собирается украсть "Blue Birthday". Завладев им, он встречает организацию. Человек под кодовым именем Снейк, "убивает" Кайто, и организация крадет камень и уходит. Кайто следует за ними и узнает, что организация, ответственная за убийство его отца, крадет большие драгоценности. Они считают, что в одном из больших драгоценных камней содержится камень "Pandora", который может даровать человеку вечную жизнь. Кайто клянется найти драгоценный камень с камнем "Pandora" и раздавить его в знак мести за смерть своего отца. | |                                         |                 |
| 3 | Hustler vs. Magician «Hasurā VS Majishan» (ハスラーVSマジシャン)                                                                                            | не опубликована (Том 2)                 | 18 октября 2014 |
| В баре Дзии, Кайто и Аоко играют в бильярд, где вступают в перепалку с посетителем, который говорит, что всё ровно бар скоро копят за бесценок. Кайто узнает, что Коносукэ Дзии когда-то был мастером бильярда, у которой был украшенный драгоценностями кий, который и завлекал посетителей. Кий для пула должен храниться только у ведущего игрока в пул. Кайто клянется вернуть его Дзии. Придя в бар, выставляя себя за совершеннолетних, Аоко напивается, Кайто тем временем бросает вызов владельцу. Кайто поначалу проигрывает, но появляется пьяная Аоко и начинает играть на рояле, Удача поворачивается к Кайто и он побеждает. Однако якудза владеющие "крышующие" бар не желают отдавать кий. Гаснет свет, появляется Кид и держит в руках кий, но владелец говорит, что кий ему больше не принадлежит. Кид отдаёт его, и скрывается. Врывается полиция и арестовывает якудза и владельца. | |                                         |                 |
| 4 | A Great Detective Comes to Light «Meitantei wa Hakujitsu no Moto ni» (名探偵は白日の下に)                                                                   | 14-15 (Том 3)                           | 25 октября 2014 |
| Детектив Сагуру Хакуба возвращается из Лондона, и клянется поймать и узнать личность Кида-Призрачного вора. Сагуру становится одноклассником Кайто. Он видит, что Кайто отказывается от билетов Аоко на концерт, он решает взять дело в свои руки. Он и Кайто заключают пари. Если Накамори сможет поймать Призрачного вора, он сможет взять Аоко на концерт. Если он этого не сделает, Кайто становится победителем. Кайто попадает в ловушку в подвале Сагуру, и они оба бегут к единственому противогазу. Кайто удается забрать его и он выходит из подвала, замаскированный под Сагуру. Однако Сагуру прикрепляет статую богини к земле. В конце концов, Гинзо Накамори стреляет в спасательный шар Кайто Кида, заставляя его улететь в небо. И Сагуру, с отравлением газом, и Кайто, с ушибами, заканчивают в больнице, поклявшись отомстить друг другу, а Гинзо в конечном итоге пошёл на концерт с дочерью. | |                                         |                 |
| 5 | Scarlet Seduction «Hiiro no Yūwaku» (緋色の誘惑) | 6 (Том 1)                               | 1 ноября 2014   |
| Когда колдунья по имени Акако Коидзуми переезжает в город, она клянется украсть все мужские сердца. Однако её волшебное зеркало предупреждает её, что её магия не повлияет на Призрачного вора. На следующий день, День Святого Валентина, почему все девушки дарят Кайто шоколад. Однако Акако, говорит, что даст ему шоколад только в том случае, если он выбросит весь другой шоколад. Кайто отказывается, и Акако понимает, что он, Призрачный вор. Кайто узнает о существовании настоящих колдунов, и во время следующего ограбления его вызывает Акако из-за её красной магии. Как только кажется, что Кид собирается стать её новой марионеткой, начинает падать снег, и её чары разрушаются. Кид показывает, что знает, кто она, а также раскрывает причину, по которой он использует магию не потому, что она обманывает других, а потому, что им нравится быть обманутым его иллюзиями. Прежде чем она успевает пролить слезу и потерять свои силы, Акако убегает, но клянется, что в конце концов она превратит Кида в своего любовника. | |                                         |                 |
| 6 | Black Star «Burakku Sutā» (ブラックスター) | 21 (4 том)                              | 8 ноября 2014   |
| Поскольку Кайто планирует украсть большой драгоценный камень, Черную звезду, ему вспоминается случай, когда его чуть не во время - кражи колокольни: Полиция выходит с водомётами, двумя вертолетами и офицерами на каждом этаже, чтобы предотвратить кражу колокольни. У кайто по началу идёт всё по хорошо. Но к группе присоединятся инспектор Мегурэ, который взял с собой Кудо Синъити. Кудо берёт дело в свои руки, из-за чего становится большой проблемой Кайто. Кайто появляется на публике и крадёт циферблат, но Кудо раскрывает обман. Кайто сбегает, но оставляет на циферблате выцарапанное послание. Кубо расшифровывает послание, но не говорит о нём полиции, а просто улетает. Во время расшифровки полиция обнаружила фальшивые драгоценности на колокольне, которые были заменены давно, а владельцы скрывали это, чтобы продать колокольню дороже. | |                                         |                 |
| 7 | Kaito Kuroba's Busy Day Off «Kuroba Kaito no Isogashii Kyūjitsu» (黒羽快斗の忙しい休日)                                                                     | 4 (Том 1)                               | 15 ноября 2014  |
| Во время одной из краж Кайто Кида, инспектор Накамори, узнал в нём Кайто Куроба. Он рассказывает Аоко о своих подозрениях, но она говорит, что Кайто не может быть Призрачным вором, потому что он берет её на свидание в тот день, когда Кид должен украсть "Angel Crown". Аоко вынуждает Кайто отвести её в "Tropical Land", и, когда Киду пора украсть "Angel Crown", она сковывает наручники в 3D-кинотеатре, который длится 40 минут. К счастью, у Кайто есть манекен, который может остаться и посмотреть фильм. Он спешит украсть "Angel Crown", но инспектор Накаори прячется под короной и не был усыплён газом, как другие. Кайто маскируется под Аоко и показывает, что он мастер маскировки, что позволяет ему избежать подозрений со стороны инспектора Накамори. С помощью "Dragon Coaster", Кайто возвращается до конца фильма, очищая себя от подозрений. | |                                         |                 |
| 8 | Adult's Charm «Otona no Omajinai» (大人のおまじない) | 12, 10 (Том 2)                          | 22 ноября 2014  |
| Аоко слышит истории о призраке, преследующем школу, и заставляет Кайто оставаться с ней, чтобы расследовать эту истории. Загадочные голоса, кажется, преследуют школьные залы, и Кайто понимает, что кто-то может использовать мегафон, чтобы отпугнуть других. В конце концов он запирает Аоко в комнате и отправляется расследовать самостоятельно. Он узнает, что Акако остается после практики магии, и когда он позволяет ей ускользнуть от Аоко, и вынужден сделать так, чтобы это выглядело так, как будто иллюзия, а не настоящая магия. На следующий день Акако злится, потому что не может заставить Кайто обратить на неё внимание. Она вызывает Люцифера, чтобы он в роли Кида обнаружил, когда Кайто будет в опасности. Затем она надевает на инспектора Накамори проклятое ожерелье, которое заставляет его хотеть уничтожить все, что он считает злом. Акако ждет на натянутой веревке, пока Кид не выйдет, но когда он появляется, инспектор Накамори оказывается позади него и сбивает зажим со стороны здания. Кайто вынужден спасти Акако с помощью своего планера. | |                                         |                 |
| 9 | Enter: The Phantom Lady «Fantomu Redi Tōjō» (怪盗淑女 登場)                                                                                                 | 24 (Том 5)                              | 29 ноября 2014  |
| После кражи драгоценного камня таинственный мужчина фотографирует Кида, замаскированного под Аоко, возвращающего драгоценный камень. Мужчина передает фотографии другому мужчине, который оставил послание на драгоценном камне, говоря Киду, что он должен вернуться на место предыдущего преступления 18 лет назад. Аоко не получает приглашение в закусочную в качестве победителя конкурса. Кайто и Акако считают, что это ловушка для Кида, и решают действовать. Кайто маскируется под инспектора Накамори, не зная, что таинственный человек считает, что инспектор Накамори - Кид Призрачный вор, и попадает в ловушку. На выставке Аоко садится в машину и включает двигатель, из-за чего её пристёгивает наручниками, а из выхлопной трубы вырывается усыпляющий газ. Аоко теряет сознание, и именно тогда таинственный мужчина выходит и заставляет Кайто вспомнить историю, которую его мама рассказывала ему, о том как встретила его отца: "В Париже, на вершине Эйфелевой башни, Фантом Леди пытается украсть драгоценный камень, но её пристёгивает наручниками к мотоциклу, в который инкрустирован камень. Появляется Тойти Куроба, в костюме Арсена Люпена. Она объясняет ему что вынуждена была пойти на эту кражу так, как было отправлено послание от её имени. Появляется таинственный мужчина со своей свитой, и говорит что они собираются устранить её так, как она стала возвращать украденное в полицию, что мешает их бизнесу. Тойти садится на мотоцикл и, прыгает на нём с леди Фантом в низ. Они спасаются на параплане, и Тойти крадёт поцелуй Тикагэ и, делает ей предложение, что он будет красть вместо неё." | |                                         |                 |
| 10 | Phantom Lady and the Ryoma Treasure «Fantomu Redi to Ryoma no Otakara» (怪盗淑女と龍馬のお宝)                                                               | 24 (Том 5) Detective Conan 731 (Том 70) | 6 декабря 2014  |
| Загадочным человеком оказался некий президент Гузо. Кид представляет себя инспектором Накамори и использует немного бензина, чтобы пробраться в машину и сбежать. После этого он использует проволоку, делает несколько кругов, чтобы связать президента Гузо и его приспешников, и прыгает в низ, спасаясь в последний момент на дельтаплане, как и его отец, когда он стал Призрачным вором. Однако Кайто предпочитает не красть поцелуй у Аоко. Кайто разговаривает со своей матерью по телефону, и она рассказывает, что у президента Гузо было два сообщника, которые зарабатывают деньги так же, как и он. Она просит, чтобы он вернул все фальшивые предметы, которые она украла как Призрачная леди, обратно. Тикагэ обмолвываеться что его отец жив, но потом поправляет показывая, что он жив в их сердцах. Кайто разведывает обстановку, и сталкивается с Эдогавой Конаном. Увидев там уменьшенного детектива и зная, что на следующий день пойдет дождь, в его голове сформировался план. | |                                         |                 |
| 11 | Kid, Conan, and the Ryoma Treasure Illusion «Kiddo Konan no Ryōma Otakara Iryūjon» (KID コナンの龍馬お宝イリュージョン)                                     | Detective Conan 732-733 (Том 70)        | 13 декабря 2014 |
| Кайто узнает, кого именно его мать хотела разоблачить, и решает разоблачить их сам, вернув поддельные чашки, пистолеты и письма, которые принадлежат выставке Рёмы. Но его план оказываются под угрозой, когда на выставке появляется Конан и устанавливается новая система безопасности. Кайто маскируется под толстого мужчину и снимает свинец с поддельных пистолетов, чтобы не сработал металлоискатель. Затем он аккуратно расклеивает наклейки на таблички к предметам, и прячет копии Конан размышляет как Кид устроит свой трюк. Кайто показывает Конану одну из копий пистолета, и запирает его в кабинке туалета. Выбравшись, Конан подслушивает разговор Таруми и его оценщика. Кайто вешает реплики поясов и пистолетов на сотрудников службы безопасности. Конан, войдя в зал, замечает на рукаве Соноко отпечаток чернил. Когда приходит время, появляется Кид и включает пожарный извещатель, в результате чего вода заливает всех. Кид растворяется в толпе, и сбегает. Когда таблички раскрывающие подделки и склад, где спрятаны дополнительные реплики, размываются, Таруми и его оценщик, пытаются всё отрицать, но всё четно, их арестовывает полиция. Конан выявляет Кида и говорит, что не станет сейчас его ловить, так как его мама является поклонницей Рёмы, в ответ Кид говорит, что они не могут отказать своим матерям. Конан понимает, что Леди Фантом, мать Кида. Когда Кайто уходит, переодетый пожилым джентльменом, он слышит, как Аоко говорит о нем нелестные слова. | |                                         |                 |
| 12 | Holy Night: Two Kid the Phantom Thieves «Seiya - Futari no Kaitō Kiddo» (聖夜・二人の怪盗KID)                                                               | 13 (Том 3)                              | 27 декабря 2014 |
| Прошло три месяца с тех пор, как Кид в последний раз совершил преступление, и люди начинают задаваться вопросом, куда он пропал.В канун Рождества, коварный владелец торгового центра рассылает поддельное уведомление от Кида, в котором утверждается, что он собирается украсть драгоценную звезды с верхушки ёлки, которая должна быть передана в приют после Рождества. Когда зрители начинают появляться в надежде взглянуть на Кида, менеджер магазина начинает продавать сувенирные товары Кида, по завышенной цене. Когда Кайто узнает об этом, несмотря на простуду и подготовку к рождественской вечеринке, он решает исполнить желание владельцев магазина. Фальшивый Призрачный вор, менеджер магазина, прилетает на вертолёте и прыгает на верхушку ёлки, но его ловит полиция, но затем появляется настоящий Кайто. Он использует ракеты у основания дерева, чтобы дерево упало на магазин, вынуждая владельца магазина использовать все деньги, которые он только что получил от товаров Кида, на ремонт. Затем он крадёт звезду и заявляет инспектору Накамори, что они будут самыми большими врагами друг для друга до конца своей жизни, даже если время от времени, он не будет появляется. Накамори, по возвращении домой, замечает на своей ёлке украденную звезду. | |                                         |                 |
| 13 | Get Away from Him «Kare kara Te o Hīte» (彼から手をひいて)                                                                                                  | 7 (Том 2)                               | 10 января 2015  |
| Класс Кайто, отправляется на лыжную курорт, где их классный руководитель устраивает - лыжный маскарад для пар. Акако стремящееся сделать Кайто своим партнером, наклеивает на него зачарованную наклейку, пытаясь сделать его своим. Однако, когда Кайто узнает, что Аоко планирует переодеться в своего отца и выступить с другим, в костюме Призрачного вора, он решает взять дело в свои руки, чтобы убедиться, что он выиграет соревнование. Он обменивается местами с Фудзие. Кайто приходит к Аоко в последний момент, одетый как Кайто Кид, и одевает Аоко в белое платье принцессы. Кайто и Аоко занимают первое место. | |                                         |                 |
| 14 | Crystal Mother «Kurisutaru Mazā» (クリスタル・マザー) | 19 (Том 4)                              | 17 января 2015  |
| Кайто и Аоко удается проехать на том же поезде, что и королева Селизабет, с её большой драгоценностью, известной как "Principality of Ingram's Crystal Mother", и её сыном принцем Филиппом. Кайто заранее отправил сообщение, в котором говорится, что он похитит драгоценный камень. Поэтому, инспектор Накамори, приставлен сопровождать королевскую чету. Узнав, что у королевы есть копия, Кайто пытается выяснить, где спрятан настоящий драгоценный камень. Когда королева обманом заставляет инспектора Накамори пить вместе с ней всю ночь, Кайто понимает, что его лед не растаял, и понимает, что это, должно быть, камень. Кайто удается украсть драгоценный камень, но на крышу следуют Филипп и Змей. Кайто узнает, что "Pandora" нет в "Crystal Mother", и поэтому он переключает свое внимание на спасение принца Филиппа. В конце концов Кайто удается заставить Королеву показать, что она не строгая мать, а заботливая мать, и он оставляет "Crystal Mother" в стакане Аоко. | |                                         |                 |
| 15 | The Princess and the Thief's Improv «Ōjo to Dorobō no Sokkyōgeki» (王女と泥棒の即興劇)                                                                      | 2 (Том 1)                               | 24 января 2015  |
| Когда принцесса Анна прибывает в Японию, она бросает вызов Киду. Кид решает сделать её драгоценность своей следующей целью. Однако его работа значительно усложнилась, когда детектив Делон, глава службы безопасности, отказывается от помощи инспектора Накамори. Детектив Делон стреляет прежде чем задавать какие-либо вопросы. Когда Кайто узнает, что инспектора Накамори собираются снять с дела, он показывает ему, что у фокусника всегда есть заранее запланированный следующий трюк, и что фокусник заставляет свою аудиторию искать в другом месте, пока этот трюк выполняется. Кайто маскируется и использует неопытность Делона, чтобы успешно войти в комнату принцессы. Анна показывает, что она большая поклонница Призрачного вора и соглашается помочь с планом Кайто. Детектив Делон врывается в комнату, и начинает ловить Кида, но в результате выпадает из окна. Инспектор Накамори спасает драгоценность, Кид и уходит с речью о том, что инспектор Накамори сорвал его планы. | |                                         |                 |
| 16 | Kid vs. Conan: Miraculous Airwalking «Kiddo VS Konan Kiseki no Kūchū Hokō» (KID VS コナン 奇跡の空中飛行)                                                   | Detective Conan 453-456 (Том 44)        | 31 января 2015  |
| Когда, Дзирокичи Судзуки, бросает Киду вызов, чтобы украсть его "blue jewel". Кид придумывает трюк, который заставит всех считать, что он ходит по воздуху. В первый раз Кид заявляет, что придёт исследовать сокровище, которое он украдет. Однако у Кида есть одна проблема в толпе, Конан, который усложняет задачу. Кид заявляет, что появится здесь, завтра, в это же время, и исчезает. Во второй раз, Кайто Кид, появляется в заявленное время, и идёт к камню. Дзирокичи, приказал спрятать камень, и Конан понимает, что левитирующий Кид подделка, и узнает Кида, изображающего Дзирокичи. Кид крадет драгоценность из дома и убегает на мотоцикле, но Конан оказывается на пассажирском сиденье. Когда Конан обнаруживает себя, он направляет свой транквилизатор прямо на Кида. Киду удается отбросить Конана, но Конан стреляет в топлевный след, Там самым взрывая мотоцикл. Кид запускает обманку на дельтаплане, а сам прячется по эстакадой. Конану удаётся спасти камень. | |                                         |                 |
| 17 | Green Dream «Gurīn Dorīmu» (グリーンドリーム) | 18 (Том 3)                              | 7 февраля 2015  |
| Кайто нацелен на драгоценный камень "Green Dream", который используется в постановке местной пьесы. Чтобы осмотреть сцену, он маскируется под рабочего, работающего неполный рабочий день. Он узнает, что женщина, играющая героя в спектакле, является дочерью владельца театра и что она постоянно высмеивает всех вокруг себя и импровизирует, чтобы другие плохо выглядели на её фоне. Когда он узнает, что девушка Мегуми, играющая Слугу А, запомнила реплики каждого, но страдает от страха перед сценой, он решает превратить её в новую звезду постановки. Однако инспектор Накамори ввел гигантский отряд полицейских и охраняет комнату управления, думая, что Кид воспользуется затемнением, чтобы появиться и исчезнуть. Чего он не знает, так это того, что дополнительный свет на сцене был запрограммирован так, чтобы слепить публику, чтобы Кид мог сделать свой ход. Кайто обнаруживает, что изумруд - это не "Pandora". Он переделывает пьесу и делает Слугу А в центре внимания. Он волшебным образом одевает её как принцессу и даёт ей изумруд. Кайто Кид лично мотивирует Мегуми преодолеть свой страх и исчезает. Мегуми в одночасье становится сенсацией. Много дней спустя Аоко и Кайто обсуждают успех Мегуми как знаменитости. Аоко не нравится тот факт, что идеальный мужчина Мегуми - это сам Кайто Кид. | |                                         |                 |
| 18 | Golden Eye (Part 1): Chat Noir's Challenge «Gōruden Ai (Zenpen) Shanowāru no Chōsen» (ゴールデン・アイ《前編》 黒猫の挑戦)                                  | 22 (Том 4)                              | 14 февраля 2015 |
| При завершении недавнего ограбления Кид бросает вызов одному из лучших Призрачных воров Франции, Чату Нуару. Нуар хочет, чтобы они двое попытались украсть седьмой драгоценный камень из коллекции «Cat's Eye» в отеле. Кайто, заявляет что, откажется от вызова, пока Чат Нуар не опубликует его в японских и французских газетах. Отель был адаптирован для легкого доступа, но с серьезных ловушками на выходе из него. Около 20-го этажа за окнами протянута титановая проволока, что делает невозможным побег через окна, а лифты отключатся и застрянут на верхнем этаже в 21:00. Инспектор Накамори будет носить кольцо на своем пальце, а его рука будет сжата в кулак. Кайто проникает в здание, когда приходит, чтобы принести инспектору ужин с Аоко, и отключает полицейского, чтобы замаскироваться под него. Кайто также звонит Сагуру Хакуба, сообщая ему информацию о том, что произошло после того, как другие шесть драгоценностей были украдены. | |                                         |                 |
| 19 | Golden Eye (Part 2): Kid vs. Chat Noir: Endgame! «Gōruden Ai (Kōhen) Ketchaku Kiddo vs Shanowāru» (ゴールデン・アイ《後編》 決着KIDvs黒猫)                  | 22 (Том 4)                              | 21 февраля 2015 |
| За 5 минут до назначенной кражи, офицеры начинают запрашевать 20 прожекторов, якобы по приказу инспектора Накамори. Включены все 20 прожекторов, что приводит к отключению электроэнергии. Чат Нуар отрезает нижнюю часть галстука инспектора Накамори, в то время как Кид оборачивает кольцо по кругу вокруг пальца инспектора Накамори и наклеивает на него фиктивную наклейку. Когда свет снова включается, инспектор Накамори обнаруживает, что его кулак был зажат, но когда он видит наклейку, он предполагает, что драгоценный камень был украден, срывает перчатку и бросает её на землю. Кид поднимает его перед тем, как убежать, чтобы переодеться, и Руби Джонс, страховой агент, уходит так как камень похищен. Кайто возвращается, замаскированный под полицейского, и представляет фальшивого полицейского, заставляя их схватить настоящего. Кайто использует эту возможность, чтобы сбежать в лифт и подняться на его вершину, где нет титановой проволоки. В этот момент ему звонят. Чат Нуар звонит, чтобы похвастаться тем, что Кайто похитил фальшивку с пальца инспектора, и у неё настоящий, но когда она внимательно смотрит на него, понимает, что у неё копия. Кид говорит, что он украл настоящее кольцо ранее вечером, и что он знает, что она Руби Джонс. Он говорит, что знает, что отец Руби Джонс на самом деле создал кольца и что она коллекционирует их, потому что они подделки, и она не хочет, чтобы их продавали на черном рынке. Кид ошарашивает её ещё больше, когда заявляет, что драгоценный камень будет возвращен ей через 5 секунд. Драгоценный камень падает в её шампанское, принесенное партнером Кида. Полиция обнаруживает Кида наверху лифта, но не раньше, чем кто-то случайно нажимает кнопку вниз, видя фальшивую дыру, созданную Кидом. При движении вниз лифта в окне образуется настоящая дыра, и Кид успешно убегает, и Кид и Чат Нуар довольны результатом. Кид объявляет, что Чат Нуар, скорее всего, больше никогда не появится, поскольку её миссия завершена. | |                                         |                 |
| 20 | Dark Knight «Dāku Naito» (ダーク・ナイト) | 23 (Том 4)                              | 28 февраля 2015 |
| Когда Кид не может скрыться с помощью ручного планера из-за ливня, на месте происшествия появляется международный вор, известный как Кошмар, и помогает ему сбежать. Однако цена помощи Кошмара, имеет свою печальную историю. Партнеры Кошмара оказываются или мертвы, или захвачены полицией на следующий день с половиной похищенного. Прошла неделя, инспектор Накамори вызывает Кайто, чтобы проверить ловушки на Кида, когда он пытается украсть редкие драгоценности из черного опала. Кайто не находит изъянов в плане. В процессе он знакомится с агентом Интерпола Чаком Коннери и его сыном Кентой Коннери. Кента страдает редким заболеванием мозга, которое может привести к его смерти, если его не лечить. Чак пообещал Кенте, что, если Кошмар будет остановлен, они смогут вылечить болезнь, но до тех пор он должен путешествовать по миру в поисках способа остановить его. О Кенте заботится японский приют, и он ускользнул, чтобы сказать своему отцу, что приют нашел кого-то, кто позаботится о болезни. Прежде чем он успевает это сделать, отец отправляет его с Аоко. Уходя с Аоко, Кайто получает известие, что Сагуру Хакуба вернулся в Японию и направляется к месту происшествия. Кайто звонит водителю и притворяется инспектором Накамори, уверяя, что Хакуба не будет присутствовать, когда начнется его волшебное шоу. Ночью Кида и прячет начальника службы безопасности музея. Он делает последнюю проверку футляра в качестве начальника службы безопасности перед тем, как положить драгоценности в футляр. Свет гаснет, и когда включается аварийное освещение, кажется, что драгоценности плавают в воде. Кид, как начальник службы безопасности, осматривает драгоценности и обнаруживает, что они подделки. Он забирает их, чтобы избавиться от них незадолго до прибытия Хакубы. Хакуба осматривает футляр и обнаруживает, что в футляр было помещено прозрачное стекло, из-за которого драгоценности выглядели как плавающие. Затем инспектор Накамори получает сообщение, что глава службы безопасности был найден без сознания. Он говорит своим офицерам искать самозванца, но Хакуба говорит ему отправиться туда, где Чак Коннери сказал ему встретиться, потому что Кид сбежит на своем дельтаплане. Кид прибывает на место встречи и узнаёт, что Кошмар - это Чак Коннери. Он дает Чаку оба опала, и Чак угрожает застрелить его, потому что его личность была раскрыта. Однако Кента увидел, что его отец уезжает с места происшествия, и велел за ним последовать. Его отец слышит его голос, зовущий его, и теряет равновесие на краю обрыва. Кид пытается спасти его, но Чак отказывается отдавать опалы и падает насмерть. Приезжает полиция и восхваляет Чака как героя, в то время как его сын оплакивает смерть отца. Прежде чем его сын увидел его, Кид использует свой карточный пистолет, чтобы сбить маску Кошмара, чтобы его сын не знал, что его отец был Кошмаром. Кид и Хакуба уходят с места происшествия, зная правду. Чак был Кошмаром, пытающимся спасти жизнь своего сына. | |                                         |                 |
| 21 | Kid VS Conan: Teleportation Under The Moonlight «Kiddo VS Konan Gekka no Shunkan Idō» (KIDvsコナン 月下の瞬間移動)                                          | Detective Conan 631-634 (61 том)        | 7 марта 2015    |
| Джирокичи Судзуки, снова бросает Киду вызовс помощью туфлей на высоком каблуке со встроенными драгоценностями, стоящими целое состояние, в попытке поймать его. Кид придумывает схему, которая будет выглядеть так, как будто он телепортировался. Джирокичи помещает их в центре компактной городской площади, чтобы не дать Киду сбежать на его дельтаплане. Однако у Кида есть ещё одна проблема в толпе затесался Конан. Кид прибывает с неба и приземляется на пьедестал.Дзирокичи активирует свою ловушку и поднимает четыре двадцатиметровых сети, чтобы Кид не смог сбежать с площади. Кид хватает туфли и объявляет, что сбежит с помощью телепортации; После того, как он исчезает в облаке дыма. С помощью своего дворецкого и множества наблюдателей Кид прокрадывается через толпу. Кид разбрасывает карты с отсчётом, и появляется на крыше здания через десять секунд. так что никто из них не увидит схему, прикрепленную к сцене. Он объявляет журналистам, что туфли подделки, и что он вернется следующей ночью. Следующей ночью, Конан, просмотрев внимательно запись вчерашней ночи, разгадывает трюк. Но подозревая что Кид его подслушивает, оглашает ложные выводы, давая Киду повод не беспокоится. Кид пытается украсть туфли тем же способом, что и раньше. Когда Кид пытается сбежать, он неосознанно встречает Конана, ожидающего его. Когда Конан обнаруживает себя, он объявил трюк, который проделал Кид. К счастью, у Кида есть план побега, трюк, который он использует только тогда, когда его помощнику помогают выбраться из ловушки на сцене. Киду со своим сообщником удается сбежать, и он возвращает Туфли, заявляя, что это не то сокровище, которое он искал. | |                                         |                 |
| 22 | Red Tear «Reddo Tiā» (レッド.ティアー) | 20 (Том 4)                              | 14 марта 2015   |
| Кайто отменяет свое ограбление "Red Tear", вспомнив, как его отец рассказал ему секрет драгоценного камня. Однако Кайто сталкивается с владельцем драгоценного камня, Джоди Хоппер, внучкой учителя его отца, который умер два года назад. Джоди перехватывает кошелёк у вора, который украл его у Аоко, так что никто, кроме Кайто, этого не заметил. Джоди возвращает кошелёк Аоко. Из короткой беседы, Кайто понимает, что Джоди разочаровалась в волшебстве. Также Кайто замечает, что Змей следует за ней, понимая, что организация преследует самоцвет, Кайто решает посетить волшебное шоу Джоди и защитить её от организации. Кайто крадёт самоцвет, и уводит организацию за собой. После успешного ускользания от Снейка, Кайто показывает Джоди, когда драгоценный камень светится от огня, то излучает фотографии детства Джоди и сообщение от её деда, в котором она просит вернуть её любовь к магии независимо от смерти её родителей. | |                                         |                 |
| 23 | Midnight Crow (Part 1): His Name is Phantom Thief Corbeau! «Middonaito Kurō (Zenpen) Sono Na wa Kaitō Korubō!» (真夜中の烏 《前編》 その名は怪盗コルボー！) | 25 (Том 5)                              | 21 марта 2015   |
| Кайто пытается украсть «Midnight Crow», пока Хакуба в отпуске за границей, а инспектор Накамори слёг с простудой. Кид усыпляет охранников газом, и пока пытается изъять камень, ощущает сильный холод. В зал входят Хакуба и Накамори, и отовсюду выбегают полицейские. Они хватают его, но он перевоплотившись в одного из полицейских, обманывает их и сбегает. Из слов сказанных Накамори, Кайто понимает, что полиция действовала по инструкции некого «старика». В даре у Дзии, Кайто узнаёт от Аоко, что старик является Гарри Нэзу, известный разоблачитель трюков, и что он прилетает в Японию, и его будет сопровождать инспектор Накамори. Кайто просит Аоко передать её отцу от него подарок, зажим для галстука со встроенным подслушивающим устройством с камерой. Гарри Нэзу прилетает в Японию, и расставляет ловушки. В беседе с Накамори, он казалось бы замечает просушку, но заявляет, что его не интересует поимка не типа в белом (Кайто Кида), а в чёрном. Приходит Хакуба и говорит, что его отец получил предупреждение от Кайто Корбо. Нэзу говарит что получил предупреждение неделю назад, потому и прибыл в Японию. Кайто Корбо - таинственный вор в черной одежде, оставляющий после себя перья ворона. Недавно он появился в Лас-Вегасе. И что он очень похож на Кида. Перед Кайто Кидом предстал Кайто Корбо. Корбо заявляет что Кид его подражатель, что он долгое время болел, и теперь явился что бы отомстить за своего товарища Тоити Куроба, с которым он учился вместе. Он бросает вызов Киду, и ставит условие, что проигравший снимет с себя мантию Призрачного вора. За ними наблюдает Змей, которому по телефону говорят, что неважно кто похитит камень, просто забрать его у победителя. Полиция готовится к ограблению, Нэзу велит Накамори сесть на ветрину. Начинают падать перья, и камень исчезает, а на его месте остаётся монета, на которой написано «Корбо», а на другой стороне «В следующий раз я приду за настоящим. Нэзу сознаётся что подменил камни. Кайто под видом полицейского заполучает монету. Вечером Кайто обдумывает произошедшее, Дзии сказал ему что не припоминает друга Тоити. Кайто замечает включенный свет в своей квартире, его мать вернулась домой. | |                                         |                 |
| 24 | Midnight Crow (Part 2): Clash! Black or White!? «Middonaito Kurō (Kōhen) Gekitotsu! Shiro ka Kuro ka!?» (真夜中の烏 《後編》 激突！白か黒か！？)            | 25 (Том 5)                              | 28 марта 2015   |
| Кайто расспрашивает Тикагэ об Корбо и Нэзу. В школе Кайто размышляет как Корбо удалось похитить фальшивый камень, и подозревает что трюк был заключён в подставке. Однако Хакуба говорит что дело не в ней. Аоко говорит что у её отца остался странный след похожий на наручники, и замечает что Кайто испачкался. Кайто замечает что следы остались он монеты. Полиция установила вентилятор чтобы разогнать перья. Накамори вновь остался седеть на подставке. Спустя некоторое время, он замечает, что в зале потеплело. Полиция обнаруживает что кондиционеры выключены, на них начинают падать перья, и камень вновь исчез, на его месте вновь оказалась монета. Нэзу успокаивает, говоря, что вновь подменил камни, однако Накамори сразу замечает что это подделка. За окном пролетает Корбо держа камень в руке. Накамори бросает фальшивый камень, и полиция бросается за Корбо. Нэзу хочет поднять камень, но его перехватывает переодетый в полицейского Кайто. И говорит что газгадал трюк, что Нэзу является сообщником Корбо. И требует чтобы они отступили, так как он сам «засадит за решётку» убийц Тоити. В зале появляется Змей с сообщниками, а за спиной у Кайто появляется Корбо, который заявляет что он настоящий, а за окном был его ассистент. Кайто подмечает его «голос, интонацию и рот»,и подозревает что это его отец, однако Корбо говорит что как и Кид, он может притворится кем угодно. Змей требует чтобы ему отдали «Midnight Crow», подозревая что он содержит "Pandora". Корбо противостоит Змею. Кондиционеры включаются, Корбо разжигает огонь, тем самым включая систему пожаротушения, и Змей с сообщниками примерзает к полу. В зал врывается полиция, и обнаруживает примёрзшие к полу ботинки, и камень на подставке с запиской от Кида. Кайто и Корбо улетает вместе. Корбо беседует с Кайто и скрывается в ночи. По возвращении домой, Кайто обнаруживает записку от матери, которая вновь улетела в Лас-Вегас. В баре у Дзии, Аоко пригласила Акака и Хакубу, и предложила создать команду сыщиков по поимке Кайто Кида. | |                                         |                 |